# Puchar Polski w futsalu
Puchar Polski w futsalu (również Halowy Puchar Polski, w skrócie HPP) – cykliczne rozgrywki futsalowe, organizowane co roku przez Polski Związek Piłki Nożnej dla polskich drużyn klubowych (zarówno amatorskich, jak i profesjonalnych).

## Zdobywcy
| - 1994/95: Sindbad Opole - 1995/96: Opał Gniezno - 1996/97: Sindbad Opole - 1997/98: PA Nova Gliwice - 1998/99: Żywiec-Trade Warszawa - 1999/2000: PA Nova Gliwice - 2000/01: Clearex Chorzów - 2001/02: Clearex Chorzów - 2002/03: Baustal Kraków - 2003/04: Clearex Chorzów - 2004/05: Baustal Kraków - 2005/06: Holiday Chojnice - 2006/07: Jango Katowice - 2007/08: Kupczyk Kraków - 2008/09: Akademia FC Pniewy - 2009/10: Hurtap Łęczyca - 2010/11: Wisła Krakbet Kraków - 2011/12: Gatta Zduńska Wola | - 2012/13: Rekord Bielsko-Biała - 2013/14: Wisła Krakbet Kraków - 2014/15: Wisła Krakbet Kraków - 2015/16: Red Devils Chojnice - 2016/17: Clearex Chorzów - 2017/18: Rekord Bielsko-Biała - 2018/19: Rekord Bielsko-Biała - 2019/20: Constract Lubawa - 2020/21: Red Dragons Pniewy - 2021/22: Rekord Bielsko-Biała - 2022/23: Rekord Bielsko-Biała - 2023/24: Piast Gliwice - 2024/25: |

## Triumfatorzy i finaliści Pucharu Polski
| Drużyna                       | Zdobywca | Finalista | Lata triumfów                |
| ----------------------------- | -------- | --------- | ---------------------------- |
| Rekord Bielsko-Biała          | 5        | 2         | 2013, 2018, 2019, 2022, 2023 |
| Clearex Chorzów               | 4        | 2         | 2001, 2002, 2004, 2017       |
| Wisła Krakbet Kraków          | 3        | -         | 2011, 2014, 2016             |
| PA Nova Gliwice               | 2        | 1         | 1998, 2000                   |
| Sindbad Opole                 | 2        | -         | 1995, 1997                   |
| Baustal Kraków                | 2        | -         | 2003, 2005                   |
| Holiday Chojnice              | 1        | 1         | 2006                         |
| Jango Katowice                | 1        | 1         | 2007                         |
| Kupczyk Kraków                | 1        | 1         | 2008                         |
| Akademia FC Pniewy            | 1        | 1         | 2009                         |
| Gatta Zduńska Wola            | 1        | 1         | 2012                         |
| Constract Lubawa              | 1        | 1         | 2020                         |
| Piast Gliwice                 | 1        | -         | 2024                         |
| Opal Gniezno                  | 1        | -         | 1996                         |
| Żywiec-Trade Warszawa         | 1        | -         | 1999                         |
| Hurtap Łęczyca                | 1        | -         | 2010                         |
| Red Devils Chojnice           | 1        | -         | 2016                         |
| Red Dragons Pniewy            | 1        | -         | 2021                         |
| Sokół Borzęcin                | -        | 8         | -                            |
| Piast Gliwice                 | -        | 2         | -                            |
| Selfa Szczecin                | -        | 1         | -                            |
| Moto 46 Szczecin              | -        | 1         | -                            |
| Pogoń 04 Szczecin             | -        | 1         | -                            |
| GAF Jasna Gliwice             | -        | 1         | -                            |
| MOKS Słoneczny Stok Białystok | -        | 1         | -                            |